# AFA Rímac
La Asociación de Futsal Amancaes (a veces referida como Asociación Flor de Amancaes) más conocida como AFA Rímac es un club de fútbol sala del distrito del Rímac, Lima, Perú que desde 2008 juega en la Primera División de Fútbol Sala de Perú.

## Historia
AFA Rímac fue fundado el 28 de septiembre de 1985 en el distrito del Rímac. En el año 2005 participó y ganó la División de Ascenso de la Asociación Peruana de Futsal, encargada de regular el fútbol de salón de acuerdo a las reglas de la AMF. En 2008 cambió al futsal FIFA al inscribirse en la División Superior de la FPF; ese mismo año logró ascender a la División de Honor categoría en la que se ha mantenido desde entonces. 
En el año 2011 el club alcanzó la final de la División de Honor luego de vencer en las semifinales a TigreGraph en la tanda de penales por 6 - 5 luego de que el partido terminara empatado 7 - 7. En la final jugada frente a Deportivo Panta, fue derrotado por 6 - 3. El subcampeonato de este año sigue siendo el máximo logro deportivo del club. 
Posteriormente el club alcanzaría un tercer lugar en el año 2012, 2013, 2016, 2018 y un cuarto lugar en el 2014. Además ganó el Torneo Clausura de 2014 y 2017.
A pesar del subcampeonato obtenido en 2011, el club no ha jugado nunca la Copa Libertadores de fútbol sala debido a que la edición de 2012 no se llevó a cabo.  

## Resumen general de las temporadas
| Temporada | División de Honor                              | Otro torneo                 |
| --------- | ---------------------------------------------- | --------------------------- |
| 2009      |                                                |                             |
| 2010      |                                                |                             |
| 2011      | Subcampeón                                     |                             |
| 2012      | 3.° lugar                                      |                             |
| 2013      | 3.° lugar                                      |                             |
| 2014      | 4.° lugar                                      | Campeón del Torneo Clausura |
| 2015      |                                                |                             |
| 2016      | 3.° lugar                                      |                             |
| 2017      | Semifinales                                    |                             |
| 2018      | 3.° lugar                                      |                             |
| 2019      | Primera ronda de play-offs                     |                             |
| 2020      | Suspendido por la pandemia de COVID-19 en Perú |                             |
| 2021      | Suspendido por la pandemia de COVID-19 en Perú |                             |
| 2022      | Primera ronda de play-offs                     |                             |
| 2023      | Semifinales                                    |                             |

## Presidentes y entrenadores
| Presidente                  | Inicio                | Fin                   |
| --------------------------- | --------------------- | --------------------- |
| Dany Ocsas                  | hasta 2019            | hasta 2019            |
| José Luis Calderón Pérez    | hasta finales de 2018 | hasta finales de 2018 |
| Alfredo Buendía Salvatierra | desde 2019            | desde 2019            |

| Entrenador         | Inicio               | Fin                      |
| ------------------ | -------------------- | ------------------------ |
| Raúl Linares Pardo | 2012                 | 8 de agosto de 2016      |
| Dulio Cisneros     | 2 de julio de 2016   | 26 de octubre de 2016    |
| César Jaime        | 2017                 |                          |
| José Gonzales      | 26 de julio de 2017  |                          |
| Raúl Linares Pardo | 15 de marzo de 2018  |                          |
| Jesús Bolívar      | 17 de abril de 2019  | 28 de septiembre de 2019 |
| Dulio Cisneros     | 2 de octubre de 2019 |                          |

## Proveedores
| Proveedor  | Inicio     | Fin        |
| ---------- | ---------- | ---------- |
| Real Sport | desde 2018 | desde 2018 |

## Palmarés
| Torneo              | Títulos | Subcampeonatos | Años en los que fue campeón | Años en los que fue subcampeón |
| ------------------- | ------- | -------------- | --------------------------- | ------------------------------ |
| División de Honor   |         | 1              |                             | 2011                           |
| División Superior   | 1       |                | 2008                        |                                |
| División de Ascenso | 1       |                | 2005                        |                                |

1. ↑  La División de Ascenso fue un torneo de futsal organizado por la APF que se jugaba bajo las reglas de la AMF.